# Сорокин, Сергей Анатольевич
Серге́й Анато́льевич Соро́кин (12 сентября 1978, Лысьва, Пермская область) — российский боксёр-профессионал и кикбоксер, выступающий в суперлегкой (Light Welterweight) весовой категории. Мастер спорта. 
В марте 2008 года завоевал чемпионский титул по версии WBC в первом полусреднем весе, победив казахского боксёра Каната Картенбаева.